# Günther Horzetzky
Günther Horzetzky (* 3. August 1951 in Hamburg) ist ein deutscher politischer Beamter. Von 2010 bis 2017 war er Staatssekretär im Wirtschaftsministerium des Landes Nordrhein-Westfalen.

## Leben und Beruf
Nach der Volksschule in Hamburg-Eimsbüttel und Bonn-Bad Godesberg besuchte Horzetzky bis 1971 das Staatliche Nikolaus-Cusanus-Gymnasium in Bonn-Bad Godesberg. Anschließend studierte er ebenfalls in Bonn Agrarwissenschaften, 1976 schluss er als Dipl.-Ing. agr. ab. In den Folgejahren war er als wissenschaftlicher Mitarbeiter am Bonner Lehrstuhl für Wirtschaftssoziologie angestellt und promovierte 1979 zum Dr. agr.
Ab 1980 war Horzetzky für die Gewerkschaft Gartenbau, Land- und Forstwirtschaft (GGLF) tätig. Er stieg als Büroleiter des Gewerkschaftsvorsitzenden ein und wurde 1983 Abteilungsleiter und Vorstandssekretär. Ab 1989 leitete er zunächst die Parlamentarische Verbindungsstelle des DGB-Bundesvorstands und stieg 1991 zum Bundesvorstandssekretär im Vorstandsbereich des Vorsitzenden auf. Dort war er bis zum Jahr 2000 tätig.
Von 2001 bis 2002 war Horzetzky Sozialreferent der Deutschen Botschaft in Washington, D.C. Im November 2002 kehrte er zurück und wurde Abteilungsleiter im Bundeskanzleramt. 2006 wechselte er als Leiter der Grundsatzabteilung ins Bundesministerium für Arbeit und Soziales (BMAS) und stieg dort 2008 zum Staatssekretär auf.
Günther Horzetzky ist verheiratet und hat eine Tochter.

## Politik
Von Oktober 2008 bis November 2009 war Horzetzky beamteter Staatssekretär im von Olaf Scholz (SPD) geführten BMAS. Nach dem auf die Bundestagswahl 2009 folgendem Regierungswechsel im Herbst 2009 wurde er in den einstweiligen Ruhestand versetzt.
Am 16. Juli 2010 wurde er zum Staatssekretär in dem von Harry Voigtsberger (SPD) geführten Ministerium für
Wirtschaft, Energie, Bauen, Wohnen und Verkehr von Nordrhein-Westfalen ernannt. Seit dem 21. Juni 2012 war er Staatssekretär in dem von Garrelt Duin (SPD) geführten nordrhein-westfälischen Ministerium für Wirtschaft, Energie, Industrie, Mittelstand und Handwerk. Ende Juni 2017 schied er aus dem Amt.
Am 17. April 2015 wurde Horzetzky das Ehrenzeichen des Westdeutschen Handwerkskammertags verliehen. 2017 wurde ihm der japanische mittlere Orden der Aufgehenden Sonne am Band verliehen.
Günther Horzetzky ist Mitglied im Verwaltungsrat der Verbraucherzentrale Nordrhein-Westfalen.